# El regreso (película de 1950)
El regreso es una película argentina en blanco y negro dirigida por Leopoldo Torres Ríos sobre su propio guion que se estrenó el 21 de septiembre de 1950 y que tuvo como protagonistas a Guillermo Battaglia, Santiago Gómez Cou, María Concepción César e Ilde Pirovano.

## Sinopsis
Un hombre vuelve del infierno a la tierra para redimirse.

## Reparto
Participaron del filme los siguientes intérpretes:
- Guillermo Battaglia... 	Diablo
- Santiago Gómez Cou... 	Octavio
- María Concepción César... 	Esposa de Octavio
- Ilde Pirovano... 	Madre de Octavio
- Jaime Andrada
- Arturo Arcari …Jefe de Octavio
- Graciliano Batista
- Luis Capdevila ... 	Hijo de Octavio
- Carlos Cotto
- Horacio Delfino... 	Dionisio, el Rata
- Francisco López Silva ... 	Dios
- Horacio O'Connor
- Alberto Rinaldi
- Ivonne Montero

## Comentarios
Jorge Miguel Couselo comentó que para este filme:

"Torres Ríos está solo y no tiene un fuerte apoyo literario. El libro es suyo y adolece de debilidad en los diálogos, pero argumentalmente busca vuelo de trasmundo y símbolos que escapan a la mera cotidianidad...Film menor y narrativamente desigual, daba la espalda a la vulgaridad reinante".

Manrupe y Portela opinan:

" "El más allá en un nuevo intento de Torres Ríos por salir de la medianía. El comienzo de la película y la actuación cínica de Battaglia como el Diablo son de especial y sorprendente interés".